# Carsten Rodbertus

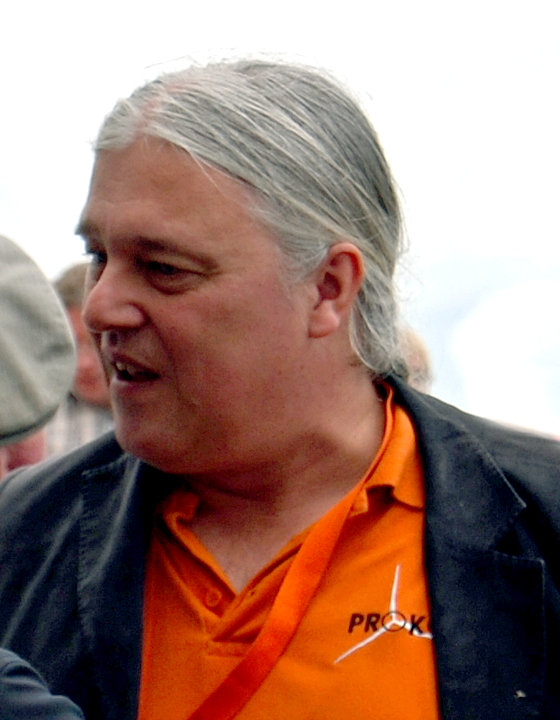
Carsten Rodbertus (2011) bei einem Windparkfest in Wahnwegen

Carsten Wilhelm Rodbertus (* 9. März 1961) ist ein ehemaliger deutscher Unternehmer und Initiator sowie Mitgründer des Windenergie-Unternehmens Prokon. Als Geschäftsführer der damaligen Kapitalgesellschaft baute er von 1995 bis 2014 Prokon zu einer der größten Unternehmensgruppen der Branche regenerativer Energien auf, wurde jedoch nach Einleitung des Insolvenzverfahrens im Konflikt mit dem Insolvenzverwalter seiner Position enthoben und kurz darauf fristlos entlassen.

## Anfänge
Rodbertus absolvierte eine Ausbildung zum Industriekaufmann und arbeitete als Buchhalter in Hamburg. Von 1985 bis 1994 war er in einem mittelständischen Messebau-Unternehmen tätig, ab 1989 Leiter des Finanz- und Rechnungswesens. Nach eigener Aussage weckte die Nuklearkatastrophe von Tschernobyl 1986 sein Interesse an erneuerbaren Energien. Seit 1993 betrieb er zwei Windkraftanlagen mit je 110 kW Leistung in Arkebek im Kreis Dithmarschen, die er nach seinen Großeltern „Käthe“ und „Paul“ benannte.

## Prokon
1995 gründete Rodbertus zusammen mit Ingo de Buhr und einem dritten Gesellschafter das Unternehmen Prokon Energiesysteme. Wegen unterschiedlicher Ansichten über die zukünftige Ausrichtung der GmbH schied de Buhr 1997 aus. Rodbertus entwickelte das Unternehmen zu einer Unternehmensgruppe weiter.
Ein Unternehmen der Gruppe, die Prokon Regenerative Energien, stellte am 22. Januar 2014 einen Antrag auf Eröffnung eines Insolvenzverfahrens. Anfang März 2014 plante Rodbertus die Gründung einer „Prokon Genossenschaft für eine lebenswerte Zukunft“, deren Ziel es im Idealfall sei, Projekte der mutmaßlich insolventen Prokon Regenerative Energie GmbH zu übernehmen. Die Rechtsform der Genossenschaft wurde später zugunsten der einer AG ersetzt.
Am 26. März 2014 ordnete das Amtsgericht Itzehoe zur Insolvenzmassensicherung und Sachverhaltsaufklärung für Rodbertus und zwei leitende Angestellte ein sofort wirkendes allgemeines Verfügungsverbot an. Am 1. April teilte der vorläufige Insolvenzverwalter Dietmar Penzlin mit, dass er Rodbertus als Geschäftsführer Prokons und aller Tochtergesellschaften abberufen habe. Dessen Tätigkeit für die „Prokon-Genossenschaft für eine lebenswerte Zukunft i. G.“ und seine jüngsten Äußerungen über Prokon hätten keinen Raum für eine konstruktive Zusammenarbeit gelassen; die Abberufung solle die für die Sanierung notwendige Ruhe in das Unternehmen zu bringen; Rodbertus habe das Betriebsgelände dauerhaft verlassen. Zum Ende April wurde dem Unternehmensgründer fristlos gekündigt, wie Penzlin nach Einleitung des Hauptinsolvenzverfahrens am 1. Mai 2014 mitteilte.
Im November 2014 einigte sich Rodbertus mit dem Insolvenzverwalter auf einen Rückzug aus dem Unternehmen bei gegenseitigem Ersatzanspruchsverzicht.

## Nach Prokon
Nach dem unfreiwilligen Abschied von seinem Lebenswerk betätigte sich Rodbertus zunächst als Berater eines neu gegründeten Magdeburger Unternehmens, dessen Name Projekte mit Konzept für eine lebenswerte Zukunft (PmK) deutlich an einen früheren Prokon-Slogan sowie die im Konflikt mit dem Insolvenzverwalter geplante Genossenschaft erinnerte. Ende September 2014 kündigte die Stiftung Warentest an, die Geldanlage bei der PmK baldmöglichst auf ihre „Warnliste“ zu setzen.
Nachdem Rodbertus von zahlreichen Anlegern persönlich auf Schadensersatz verklagt worden war, kündigte er am 19. September 2014 per E-Mail den Prokon-Anlegern seine Privatinsolvenz an, zu der es „voraussichtlich keine Alternative“ gebe. Er betonte zugleich, sich nie persönlich bereichert, sondern ebenfalls „alle meine Ersparnisse und meine vollständige Rente bei Prokon in Genussrechten angelegt“ zu haben.
Im März 2015 arbeitete Rodbertus dann laut ZDF-Magazin Frontal21 als Produktionsmitarbeiter für ein holzverarbeitendes Unternehmen, dem Prokon mit Rodbertus als Geschäftsführer Kredite von 160 Mio. Euro gewährt hatte.

## Ermittlungen
Seit Sommer 2014 ermittelte die Wirtschaftsabteilung der Staatsanwaltschaft Lübeck gegen Rodbertus und weitere Verantwortliche wegen Insolvenzverschleppung und Betrug, nachdem entsprechende Anzeigen bereits Ende 2013 zur Prüfung des Anfangsverdachts geführt hatten. Außerdem ermittelte sie bereits seit April 2013 wegen Korruption, da ein Mitarbeiter des Landkreises Wesermarsch, der Standorte für Windparks plante, von Prokon im Rahmen einer Nebentätigkeit Honorarzahlungen für drei Gutachten erhalten hatte.
Im September 2017 wurden zwei Verfahren gegen die Geschäftsführer um Firmengründer Carsten Rodbertus eingestellt.
Im Juni 2020 wurde er wegen Steuerhinterziehung zu zehn Monaten Haft auf Bewährung verurteilt.